# Sascha Pfeffer (Eishockeyspieler)
Sascha Pfeffer (* 15. September 1978) ist ein ehemaliger deutscher Eishockey- und Inline-Skaterhockeyspieler. Der Stürmer war unter anderem für den Iserlohner EC in der zweithöchsten deutschen Eishockeyliga sowie den MSC Mambas in der Inline-Skaterhockey-Bundesliga aktiv.

## Karriere

### Eishockey
Sascha Pfeffer durchlief die Nachwuchsabteilung des ECD Sauerland bzw. nach dessen Neugründung im Jahr 1994 die des Iserlohner EC (IEC). Dabei kam er unter anderem in der Schüler-, Jugend- und Junioren-Bundesliga zum Einsatz. Zu seinen ersten Spielen im Herrenbereich kam er in der Saison 1997/98 für den damals zweitklassigen IEC. Anschließend wechselte er in die Regionalliga, in der er zunächst eine Saison beim EHC Dortmund verbrachte und anschließend zwei Spielzeiten für den ESC Hamm aktiv war. Im Jahr 2001 beendete er seine aktive Eishockeykarriere.
Im Jahr 2019 kehrte Pfeffer als Schiedsrichter auf das Eis zurück. Fünf Jahre lang war er, meist als Linienrichter, im Amateur- und Nachwuchsbereich tätig.

### Inline-Skaterhockey
Ab 2001 setzte Sascha Pfeffer seine sportliche Laufbahn beim Inline-Skaterhockey fort. Er spielte vier Jahre lang für den MSC Mambas in der Bundesliga und wurde mit dem Team in der Saison 2002 nach einer Finalniederlage gegen die Duisburg Ducks Deutscher Vizemeister.
Im Jahr 2011 gab er ein Comeback für die Sauerland Steel Bulls in der Landesliga.

## Karrierestatistik

### Inline-Skaterhockey
(Legende zur Spielerstatistik: Sp oder GP = absolvierte Spiele; T oder G = erzielte Tore; V oder A = erzielte Assists; Pkt oder Pts = erzielte Scorerpunkte; SM oder PIM = erhaltene Strafminuten; +/− = Plus/Minus-Bilanz; PP = erzielte Überzahltore; SH = erzielte Unterzahltore; GW = erzielte Siegtore; 1 Play-downs/Relegation; Kursiv: Statistik nicht vollständig)